# Amicalement vôtre
Pour les articles homonymes, voir The Persuaders.
Amicalement vôtre (The Persuaders!) est une série télévisée britannique en 24 épisodes de 50 minutes, créée par Robert S. Baker et diffusée entre le 17 septembre 1971 et le 25 février 1972 sur le réseau ITV. Elle met en vedette Roger Moore dans le rôle de Lord Brett Sinclair et Tony Curtis dans celui de Daniel Wilde.
En France, la série a été diffusée à partir du 3 octobre 1972 sur la deuxième chaîne de l'ORTF. Produite par Incorporated Television Company, la série fut distribuée dans les pays francophones par NADIF Films. Les doublages avaient lieu aux studios de Boulogne-Billancourt. La série fut rediffusée sur la deuxième chaîne de l'ORTF en avril 1974, la première chaîne de l'ORTF  en septembre 1974 dans l'émission  La Une est à vous, Antenne 2, La Cinq (jusqu'en 1990), M6 (cinq ans après la création de M6, à partir du 11 avril 1992 soit un jour avant la fin de La Cinq), Série Club (dès le mois de mars 1993 à sa création) et Paris Première (depuis les années 2000). Feuilleton diffusé à la RTB (Radiodiffusion-télévision belge) à partir du vendredi 15 septembre 1972 à 21 h 45. Trois épisodes refusés par l'ORTF ont été diffusés en 1977 (Le mot de passe, Un drôle d'oiseau et Des secrets plein la tête).

## Synopsis
La série met en scène deux hommes riches et quelque peu désœuvrés, diamétralement opposés : d'une part, incarné par Roger Moore, l'aristocrate britannique Lord Brett Sinclair, quinzième du nom, un beau parleur cultivé de Londres, calme et posé, vivant de ses rentes et attaché aux traditions véhiculées par sa famille ; d'autre part, un homme d'affaires américain sorti des bas-fonds de New York, énergique, espiègle et direct : Daniel Wilde dit « Danny », interprété par Tony Curtis.
Ils sont mis en relation par le juge Fulton (Laurence Naismith), un magistrat à la retraite qui a quelques comptes à régler avec la pègre, ce qui va les entraîner dans plusieurs missions périlleuses au cours desquelles ils devront démontrer l'étendue de leurs talents respectifs.
Les traits de caractère des deux protagonistes jouent avec les clichés fréquemment associés aux Britanniques et aux Américains d'une certaine classe sociale.

## Fiche technique
- Titre original : The Persuaders!

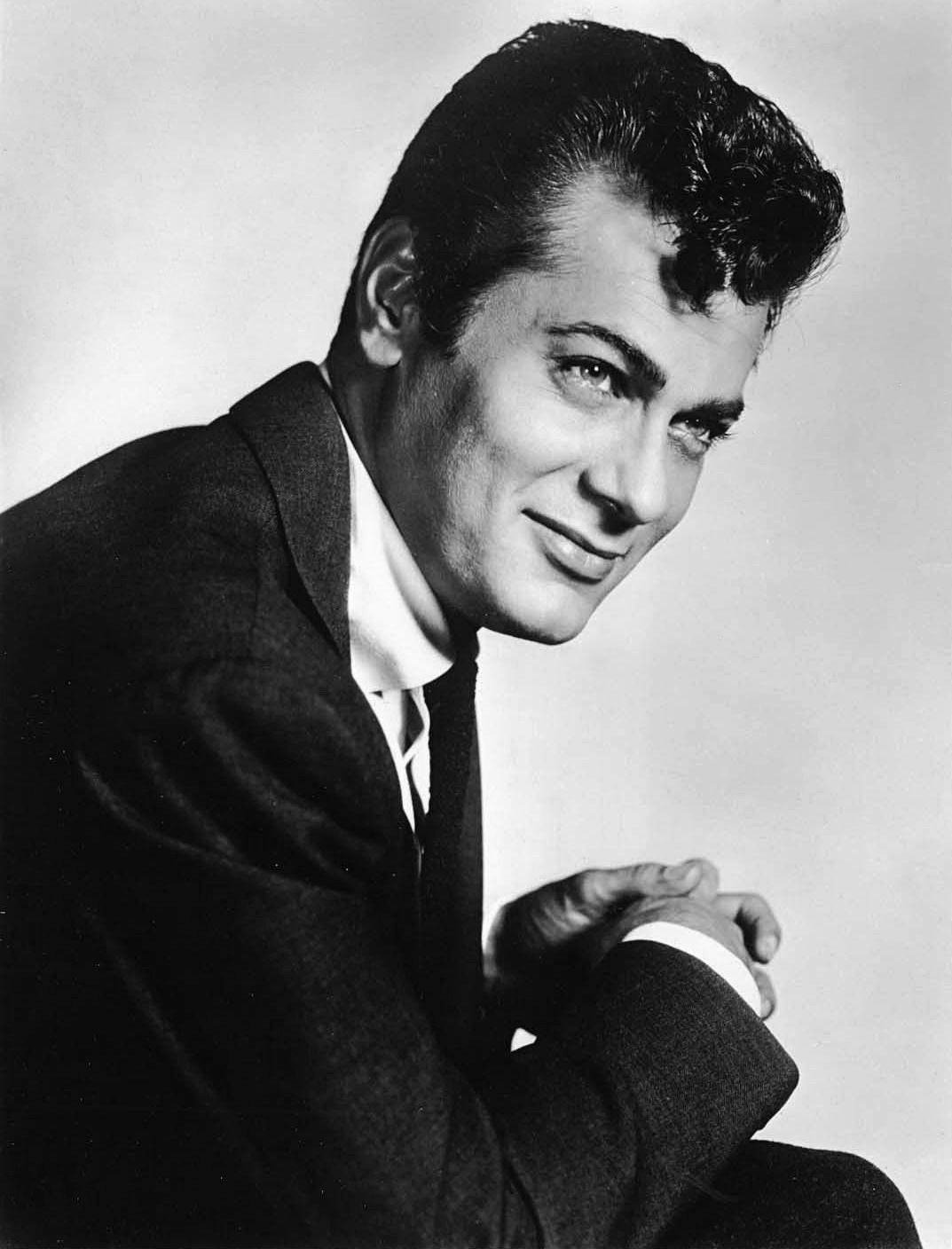
Tony Curtis en 1958

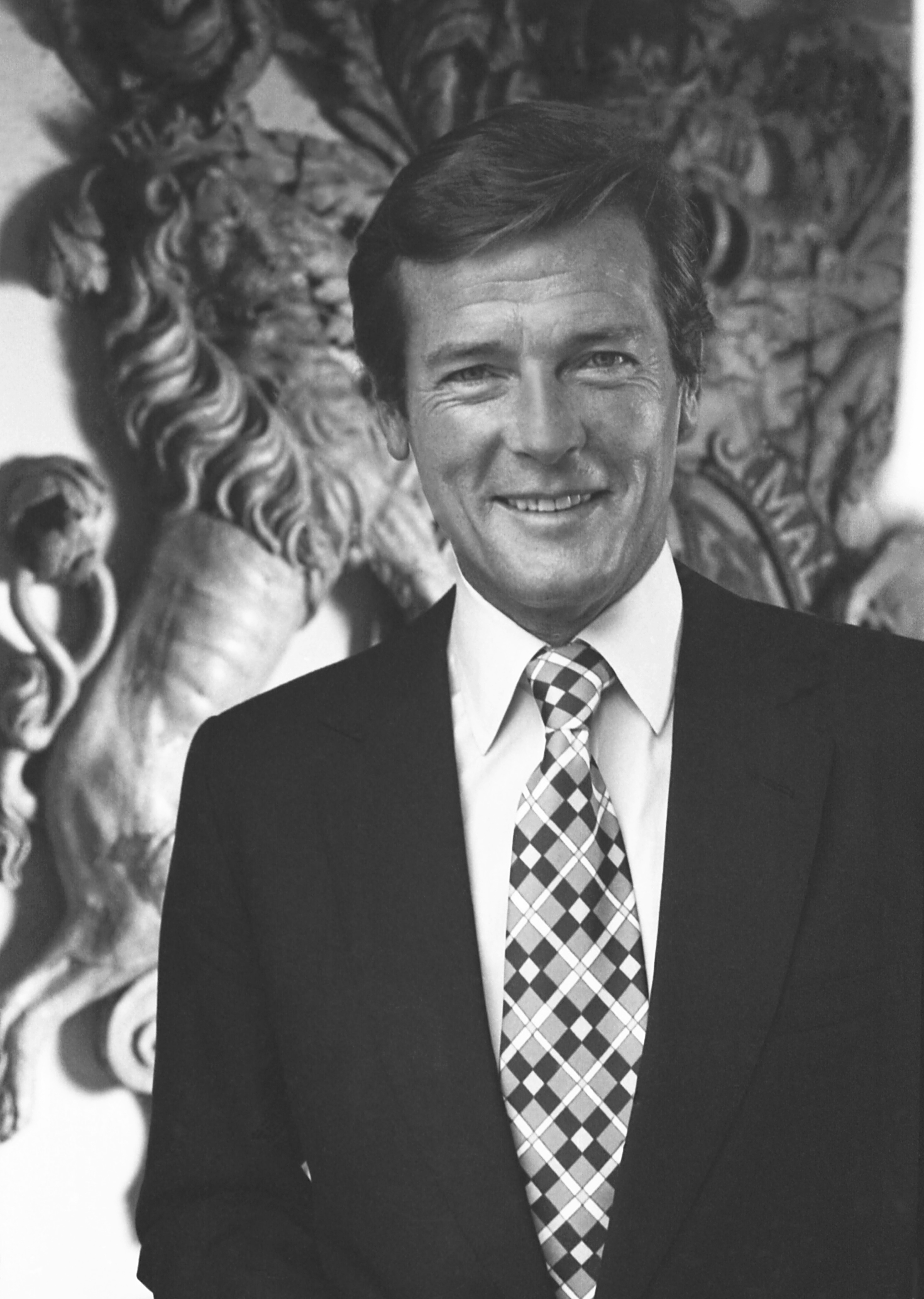
Roger Moore en 1973 (photo prise au studio Belgravia à Londres)

- Titre français et belge francophone : Amicalement vôtre
- Création : Robert S. Baker
- Réalisation : Leslie Norman, Roy Ward Baker, Basil Dearden, Val Guest, Sidney Hayers, Roger Moore
- Scénarios : Terry Nation, Brian Clemens, Tony Barwick (en), Donald James (en), Michael Pertwee
- Direction artistique : Harry Pottle, Charles Bishop
- Costumes : John Briggs, Roger Moore
- Photographie : Tony Spratling
- Montage : Bert Rule, Peter Pitt, Derek Chambers
- Musique : John Barry (générique), Ken Thorne
- Production : Robert S. Baker, Terry Nation
- Société de production : Incorporated Television Company
- Société de distribution : Incorporated Television Company
- Pays :  Royaume-Uni
- Langue : anglais
- Genre : Comédie d'action, aventure
- Format : couleurs - 35 mm - 1,37:1 - son : mono
- Nombre d'épisodes : 24 (1 saison)
- Durée : 49 minutes
- Dates de première diffusion : 
  -  Royaume-Uni : 17 septembre 1971
  -  France : 3 octobre 1972

## Distribution
Rôles principaux
- Tony Curtis (VF : Michel Roux) : Daniel « Danny » Wilde
- Roger Moore (VF : Claude Bertrand) : Lord « Sa Majesté » Brett Sinclair
- Laurence Naismith (VF : Émile Duard puis Jean-Henri Chambois) : le juge Fulton (11 épisodes)

## Épisodes
Les épisodes sont présentés dans l'ordre de diffusion originale. Le juge Fulton apparaît dans 11 épisodes : 1-2-3-5-10-12-13-14-15-17-19
1. Premier contact (Overture) de Basil Dearden
2. Les Pièces d'or (The Gold Napoleon) de Roy Ward Baker
3. Sept millions de livres (Take seven) de Sidney Hayers
4. Un rôle en or (Greensleeves) de David Greene
5. La Danseuse (Powerswitch) de Basil Dearden
6. Le Complot (The Time and the place) de Roger Moore
7. Quelqu'un dans mon genre (Someone like me) de Roy Ward Baker
8. Le Mot de passe (Anyone can play) de Leslie Norman
9. Un drôle d'oiseau (The Old, the new and the deadly) de Leslie Norman
10. Un ami d'enfance (Angie... Angie) de Val Guest
11. Un enchaînement de circonstances (Chain of events) de Peter Hunt
12. L'Un et l'autre (That's me over there) de Leslie Norman
13. Formule à vendre (The Long goodbye) de Roger Moore
14. Entre deux feux (The Man in the middle) de Leslie Norman
15. Un risque calculé (Element of risk) de Gerald Mayer
16. Un petit coin tranquille (A home of one's own) de James Hill
17. Minuit moins huit kilomètres (Five miles to midnight) de Val Guest
18. L'Enlèvement de Lisa Zorakin (Nuisance value) de Leslie Norman
19. Le Lendemain matin (The Morning after) de Leslie Norman
20. Des secrets plein la tête (Read and destroy) de Roy Ward Baker
21. Regrets éternels (A death in the family) de Sidney Hayers
22. L'Héritage Ozerov (The Ozerov inheritance) de Roy Ward Baker
23. Le Coureur de dot (To the death, baby) de Basil Dearden
24. Une rancune tenace (Someone waiting) de Peter Medak[2],[3]

## Production

### Origines de la série
Robert S. Baker, le créateur de la série, est un réalisateur et producteur britannique à qui l'on doit plusieurs films d'aventures ou fantastiques. Également producteur de la série Le Saint, Robert S. Baker a l'idée du concept d'Amicalement vôtre à la suite de l'épisode 18 de la saison 6, intitulé Le Roi (The Ex-King of Diamonds), diffusé le 26 janvier 1969 et dans lequel Simon Templar (joué par Roger Moore) rivalise avec un riche et oisif texan joué par Stuart Damon. Le nom de Rock Hudson circule pour servir de partenaire à Moore, mais les deux acteurs ont trop de points communs, physiquement parlant. Puis c'est celui de Glenn Ford, avec qui Moore ne s'entendait guère – selon son propre livre de mémoires. C'est finalement Tony Curtis qui est engagé. Le personnage est de ce fait fondamentalement modifié, passant du riche cow-boy texan à l'homme d'affaires new-yorkais, plus proche de la personnalité de Curtis.

### Tournage
Les deux acteurs ont entretenu de bonnes relations en dépit de caractères diamétralement opposés. Dans une interview accordée par Tony Curtis au site officiel de Roger Moore en 2005, il évoquait ce dernier avec affection et disait qu'il n'aurait pas voulu tourner cette série avec quelqu'un d'autre que lui. Roger Moore définit leurs relations dans les termes suivants : « Tony et moi avions de bonnes relations à la ville comme à l'écran ; nous sommes deux hommes très différents, mais nous avions le même sens de l'humour. »
Toutefois, des tiers ont rapporté plusieurs incidents durant les tournages. Le producteur Lew Grade indique dans Still Dancing, autobiographie publiée en 1987, que les acteurs ne s'entendaient pas très bien à cause d'une conception différente de leur métier. Roger Moore, très appliqué, était toujours prêt à rejouer les scènes jusqu'à ce qu'elles soient bonnes, alors que Tony Curtis cherchait à les expédier le plus vite possible.
Dans une interview au British Film Institute en 2005, le réalisateur Val Guest a confirmé que le caractère impétueux de Tony Curtis a créé des incidents sur le tournage. Lorsqu'en 1973, Curtis et Moore ont remporté un Bambi en Allemagne pour la série et que la question d'une suite s'est posée, Roger Moore aurait déclaré : « Avec Tony Curtis, jamais de la vie ! »
Roger Moore a été très impliqué dans le tournage puisqu'il a réalisé deux épisodes et dessiné lui-même les tenues portées par son personnage (voir crédit au générique de fin).
L'essentiel des épisodes se déroule au Royaume-Uni et dans le sud de la France. C'est au cœur même de Londres, devant un immeuble situé Queen Anne's Gate, que furent tournés les extérieurs de l'appartement de Lord Brett Sinclair. Les tournages à Londres avaient lieu le dimanche pour éviter la circulation excessive de la semaine. Les studios utilisés furent ceux de la Victorine à Nice, pour leur position dans le sud de la France, et ceux de Pinewood à Londres, en particulier en raison de leur proximité avec un important domaine forestier,.
On peut également reconnaître les façades de plusieurs châteaux utilisés lors du tournage, à l'image de Knebworth House (générique), dans le Hertfordshire, du château de Mouans (Premier contact) et du château de Grosbois (Un drôle d'oiseau) en France, de Langley Park (L'un et l'autre) dans le Buckinghamshire, de Shoppenhanger Manor (Quelqu'un dans mon genre) dans le Berkshire, d'Osterley Park (Le lendemain matin et Des secrets plein la tête) à Londres, du château El Masr (L'héritage Ozerov) à Cologny en Suisse, ou encore de Bryn Bras Castle et de Harlech Castle (Regrets éternels), au Pays de Galles.
De nombreux épisodes ont été tournés en France (à Paris et sur la Côte d'Azur) et d'une façon générale en Europe continentale (Monaco, Rome, Genève, Stockholm…). Ainsi, le premier épisode, Premier Contact, est tourné dans les Alpes-Maritimes, environs de Nice, notamment à Saint-Jean-Cap-Ferrat à l'hôtel La Voile d'Or, où de nombreuses scènes sont tournées et incluses au générique et également à Monaco.
Le traitement réservé aux personnages français est souvent peu flatteur (par exemple, les rôles du commissaire de police de Nice dans La Danseuse et du douanier à la frontière franco-italienne dans Les Pièces d'or notamment, sans parler de la douane italienne, absolument tournée en ridicule dans cet épisode), à la limite des clichés (tenues, attitudes…).

### Musique

#### Générique
Le célèbre thème du générique d'Amicalement vôtre est signé John Barry.
- En 1971 sort un disque 45 tours du thème du générique[10], qui a d'abord été officiellement commercialisé en 1971 par CBS, dans une version réorchestrée par John Barry, en stéréo, au rythme légèrement plus lent que celui de l'enregistrement utilisé pour le générique original[c] (avec en face B The Girl with the Sun in Her Hair, version réorchestrée par John Barry de sa mélodie composée en 1967 pour la campagne publicitaire des shampoings Sunsilk).
- En 1972, le thème du générique figure sur de nombreuses compilations, dont la première, Theme from The Persuaders!, réalisée en 33 tours par CBS, et depuis rééditée en CD.
- En 2009 sort la compilation The Music of ITC[11], un CD distribué par Network. Cette compilation de musiques de séries britanniques des années 1960 et du début des années 1970 (dont Amicalement vôtre, Le Saint, Destination Danger, L'Homme à la valise, Le Prisonnier, Jason King, Poigne de fer et séduction...) a la particularité de présenter des morceaux provenant de bandes audio et masters originaux. Sous le titre Main Titles la version du générique de début d'Amicalement vôtre y est ainsi présentée dans sa version originale plus rapide, en son monophonique, d'une durée de 1 minute 12, différente de la version commercialisée depuis 1972, plus longue d'une minute et en stéréo. La chanson Gotta Get Away figure aussi sur cette compilation, en son monophonique[d]. Elle n'avait jamais fait l'objet d'une diffusion commerciale.

John Barry a indiqué avoir été influencé par l'usage des synthétiseurs de François de Roubaix,.
Le thème du générique a été repris par de nombreux orchestres, dont particulièrement ceux de Cyril Stapleton, de Geoff Love et de John Keating en 1972 ; il en existe des versions jazz (par Claude Salmiéri ou Erik Truffaz), Downbeat (par Ricky Bolognesi et Diego Di Fazio), et même musique électronique, dont celle enregistrée par le groupe Hongrois Neo, accompagné par l'Orchestre symphonique de Budapest, en 1999, et celle du musicien Franco-Libanais Camille Bazbaz en 2008.

#### Autres musiques
Les autres musiques de la série ont été réalisées principalement par Ken Thorne et David Lindup (en) :
- Ken Thorne a réalisé la musique instrumentale qui accompagne pratiquement chacune des séquences de la série. Elle n'a fait l'objet d'aucune édition avant l'inclusion de quelques morceaux dans la compilation The Music of ITC[11], un CD distribué par Network en 2009 ;
- le compositeur anglais David Lindup (en) a composé et dirigé la musique de deux épisodes, Le coureur de dot et Les pièces d'or[16] ;
- plusieurs chansons ont aussi été utilisées : Gotta Get Away[e], écrite et interprétée par Jackie Trent et Tony Hatch (en), composée spécialement pour accompagner la course-poursuite entre Brett Sinclair et Danny Wilde, de l'aéroport de Nice-Côte d'Azur à l'hôtel de Paris à Monte-Carlo, dans Premier contact (1er épisode) ; Groovy City (1967) composée par Cliff Johns et interprétée par The Screaming Najgers[f], source music pour les scènes de discothèque des épisodes Un ami d'enfance (où Danny Wilde rencontre Angie) et Un risque calculé (séquence avec les sœurs jumelles) ;
- The Stripper (1962), célèbre composition instrumentale de David Rose, est entendue dans l'épisode Sept millions de livres, lorsqu'apparaît Mandy la superbe gouvernante de Brett Sinclair.

### Voitures
Danny Wilde roule en Dino 246 GT (la marque Dino était une filiale de Ferrari). Brett Sinclair en Aston Martin DBS, immatriculée BS1 dans la série ; la voiture, présentée et badgée comme une DBS V8, équipée de jantes GKN en alliage, était en réalité une DBS 6 cylindres. Le feuilleton représentait alors une formidable promotion pour la marque, notamment aux États-Unis, mais la version V8 n'était pas prête commercialement à la date du tournage. L'exemplaire de la série, de couleur Bahama Yellow, a été racheté en 1995 par un fan de la série, qui l'a fait restaurer dans son état d'origine.
La Rolls-Royce, une Silver Shadow berline grise de 1967 (châssis SRH2971), vue dans l'épisode L'un et l'autre, est la voiture de cette marque la plus filmée dans l'histoire du cinéma et de la télévision. Elle fut utilisée et filmée dans de nombreuses productions de 1968 à 1983 (source imcdb.org).

## Version française
Comme dans beaucoup d'adaptations de l'époque, la version française prend certaines libertés par rapport à la version originale. Aussi il arrive que les comédiens doublant les voix anglaises des acteurs de la série rajoutent ou modifient des répliques.
Exemples : 
- dans le premier épisode (celui qui comporte le plus d'improvisations croustillantes dans la version française), le duo marchant au milieu des débris à la suite de leur bagarre avec des hommes de main, Danny déclare en français : « Mais qui c'est qui laisse traîner ça par terre ? Écoutez, ça fait désordre à la fin ! Mettez tout ça sur ma note et réservez-nous une table pour demain. J'adore cette ambiance familiale ! », alors que, dans la version originale, il demande simplement à réserver une table pour leur retour ;
- dans ce même épisode, Danny, en sortant de l'avion, dit aux hôtesses : « N'abusez pas trop de votre physique ! », alors que, en anglais, il leur demande simplement de remercier le propriétaire de l'avion pour son prêt ;
- dans l'épisode Regrets éternels, Michel Roux (voix française de Tony Curtis) dit : « Il a compris ! » alors que dans la version originale anglophone, Curtis se contente de sourire à l'image.

## Accueil
L'humour britannique de Roger Moore et les facéties de Tony Curtis assurent le spectacle. La série est vendue dans plus de 80 pays et connaît un succès mondial, sauf aux États-Unis. Néanmoins, Curtis gagne grâce à cette série toute une génération de nouveaux fans, également pour sa tenue vestimentaire - le « style Danny Wilde » se compose alors d'un pantalon à pattes d'éléphant , d'une veste en cuir moulante, d'un foulard en soie et de gants ; Tony Curtis est ainsi élu « Homme le mieux habillé de l'année » en 1970.
Cependant, la série, concurrencée notamment par Mission impossible, ne convainc pas le public américain. Le succès mitigé, le départ de Roger Moore pour le cinéma (où il accepte de remplacer Sean Connery dans le rôle de James Bond) ainsi que l'échec de la diffusion aux États-Unis où seuls 20 des 24 épisodes produits sont diffusés, sur le réseau ABC, entraînent l'arrêt de la série, le réseau américain étant le financier principal de la série.
Autre élément ayant joué dans la balance : afin de réduire les coûts, la production souhaitait revenir à un tournage intégral en studio, au Royaume-Uni, alors que Moore et Curtis voulaient pour leur part continuer à tourner les extérieurs en Europe continentale.[réf. nécessaire]

## Anecdotes
Roger Moore ne disposant pas de cliché correct de lui enfant, celui censé représenter Brett Sinclair jeune dans le générique, est en fait une photo de son fils Geoffrey.
Michel Roux raconte que Tony Curtis était très content de sa voix française, au point qu'il lui aurait demandé d'assurer par contrat tous ses doublages à venir.
La Rolls-Royce immatriculée MWF 435 F, dans l'épisode  L'un et l'autre  est la plus filmée de cette marque dans l'histoire du cinéma et de la télévision. Chassis numéro SRH2971. (Source imcdb.org)

## Sorties vidéo
France :
- VHS :
  - 27 octobre 1992 : Amicalement vôtre, vol. 1 à 4 VHS (12 épisodes) chez Sony Music France
  - 5 avril 1993 : Amicalement vôtre, vol. 5 à 8 VHS (12 épisodes) chez Sony Music France
  - janvier 2001 : Amicalement vôtre, vol. 1 à 3 VHS (12 épisodes) chez TF1 Vidéo
- DVD :
  - 4 juillet 2001 : Amicalement vôtre, l'intégrale 7 DVD chez TF1 Vidéo[g]
  - 2 juin 2004 :
    - Amicalement vôtre, vol. 1 (épisodes 1 à 4) chez TF1 Vidéo
    - Amicalement vôtre, vol. 2 (épisodes 5 à 8) chez TF1 Vidéo
    - Amicalement vôtre, vol. 3 (épisodes 9 à 12) chez TF1 Vidéo
    - Amicalement vôtre, vol. 4 (épisodes 13 à 16) chez TF1 Vidéo
    - Amicalement vôtre, vol. 5 (épisodes 17 à 20) chez TF1 Vidéo
    - Amicalement vôtre, vol. 6 (épisodes 21 à 24) chez TF1 Vidéo

  - 22 mai 2008 : Amicalement vôtre, l'intégrale 7 DVD chez TF1 Vidéo[g]
- Blu-Ray :
  - 23 octobre 2013 : Amicalement vôtre, édition ultime en images remastérisées en HD - 6 Blu-ray (+ 2 DVDs de bonus) ou 8 DVD chez TF1 Vidéo.

 À noter : à la suite de nombreuses plaintes des acheteurs, l'édition Blu-ray n'existe plus à la vente pour le moment. En effet, l'éditeur a commis l'erreur de proposer 9 épisodes (sur 24) en SD, alors que tous les autres épisodes étaient en HD. Cette erreur a par la suite été corrigée (parmi d'autres) dans de nouveaux coffrets identiques mais avec une pastille bleue collée à l'arrière sur les blisters. Mais comme il semble y avoir eu des confusions entre les anciens et les nouveaux coffrets sur les sites de vente, l'éditeur ne propose plus que la version DVD (dans une nouvelle édition).
- Blu-Ray : 
  - 27 septembre 2023 : Amicalement vôtre-L'intégrale, - 6 Blu-Ray (+ 1 DVD de bonus) chez Universal Pictures France.

 À noter : il manque un DVD bonus dans cette édition.
 Royaume-Uni :
- Blu-Ray :
  - 19 septembre 2011 : Amicalement vôtre, l'intégrale 5 Blu-ray + 3 DVDs de bonus (VOST anglais uniquement)

## Adaptations

### Longs métrages
Plusieurs longs métrages ont été produits entre 1974 et 1980, réalisés à partir d'épisodes de la série remontés, et destinés à des chaînes câblées américaines ou des sorties cinéma en Europe : Mission Monte-Carlo (1974) Sporting Chance (1976), London Conspiracy (1980).

### Bande dessinée
Des aventures inédites de la série ont été réalisées en bande dessinée pour l'hebdomadaire Pif Gadget, sous licence d'ITC. Les dessins étaient de Marcello et les textes de Víctor Mora,.